# 宽肾叶老鹳草
宽肾叶老鹳草（学名：Geranium platyrenifolium）为牻牛儿苗科老鹳草属的植物，为中国的特有植物。分布于中国大陆的四川等地，生长于海拔2,500米的地区，一般生长在杂草荒坡，目前尚未由人工引种栽培。